# A Cidade Branca
A Cidade Branca (em francês:  Dans la ville blanche, e em inglês:  In the White City) é um filme luso-helvético-britânico do género drama psicológico, realizado e escrito por Alain Tanner. Estreou-se em Portugal a 21 de abril de 1983. Também foi exibido no Festival de Berlim. O filme foi a primeira opção para representar a Suíça na competição de Óscar de melhor filme estrangeiro da cerimónia de 1984, mas acabou não sendo aceite.

## Elenco
- Bruno Ganz como Paul
- Teresa Madruga como Rosa
- Julia Vonderlinn como Élisa
- José Carvalho como patrão
- Francisco Baião como ladrão com faca
- José Wallenstein como outro ladrão
- Victor Costa como empregado de mesa
- Lídia Franco como rapariga do bar
- Pedro Efe como amigo na taberna
- Cecília Guimarães como dama do comboio
- Joana Vicente como rapariga do comboio